# Вар'єте (фільм, 1925)
«Вар'єте» (нім. Varieté) — німий камершпіле-фільм 1925 року, поставлений режисером Е. А. Дюпоном за романом  німецького письменника Фелікса Голландера «Клятва Штефана Гуллера».

## Сюжет
Ув'язнений Штефан Гуллер (Еміль Яннінгс), якого після десяти років за ґратами повинні випустити на свободу під чесне слово, розповідає начальнику в'язниці трагічну історію свого злочину. Він — колишній моряк і повітряний гімнаст бродячому цирку. Одного дня Штефан найняв на роботу молоду екзотичну танцівницю Берту-Марію і тут же закохався в неї без пам'яті. Вони об'єднуються з відомим акробатом Артінеллі для виконання номера, який має великий успіх. Молода жінок відкрито зраджує свого друга з новим партнером. Дізнавшись про зраду, гімнаст виконує останній цирковий номер, вбиває суперника і здається поліції. Вислухавши цю розповідь, начальник в'язниці звільняє Штефана, і той бачить, як перед ним відкриваються ворота в'язниці.

## У ролях
| Актор            |   | Роль          |
| ---------------- | - | ------------- |
| Еміль Яннінгс    | • | Штефан Гуллер |
| Ліа де Путті     | • | Берта-Марія   |
| Уорвік Ворд      | • | Артінеллі     |
| Малі Дельшафт    | • | фрау Гуллер   |
| Георг Джон       | • | моряк         |
| Георг Базельт    | • |               |
| Курт Геррон      | • | докер         |
| Пауль Рекопф     | • |               |
| Труде Гестерберг |   |               |
| Вернер Краус     | • |               |
| Енріко Растеллі  | • | жонглер       |

## Факти
- Для виконання акробатичних трюків у фільмі були задіяні каскадери з трупи «Кодонас» (The Flying Codonas)[1].
- Режисер Альфред Хічкок захоплювався «Вар'єте» вважаючи, що в цьому фільмі Еміль Яннінгс зіграв одну з небагатьох ролей, які внесли оригінальний вклад в кінематографічне мистецтво[2].